# Barrett Blade
Barrett Blade est un acteur et réalisateur de films pornographiques américain, né le 11 mars 1973 en Californie.

## Biographie
Barrett Blade a été introduit dans le monde de la pornographie en 1998 par Devon, sa petite amie de l'époque, avec laquelle il a tourné quelques scènes et a continué après avoir rompu. À partir de 2004, il s'est engagé dans la réalisation de films pornographiques tout en poursuivant sa carrière d'acteur.
Blade a épousé l'actrice Kirsten Price le 9 octobre 2004. Le couple a divorcé depuis. En 2022, il épouse l'actrice Stormy Daniels.
Barrett Blade a également été compositeur et bassiste pour le groupe Dial 7.

## Récompenses
- AVN Hall of Fame (2014)[4]
- 2008 : AVN Award Meilleur acteur dans un second rôle - Vidéo (Best Supporting Actor - Video) pour Coming Home
- 2005 : AVN Award Meilleure scène de sexe à trois - Vidéo (Best Threeway Sex Scene - Video) pour Erotic Stories: Lovers & Cheaters (avec Dani Woodward et Kurt Lockwood)
- 2005 : AVN Award Meilleur acteur - Vidéo (Best Actor - Video) pour Loaded

### Nominations
- 2004 : AVN Award Meilleur acteur - Vidéo (Best Actor - Video)
- 2004 : AVN Award Meilleur débutant (Best Male Newcomer)
- 2007 : AVN Award Best Sex Scene Coupling in a Film
- 2009 : AVN Award Meilleur acteur (Best Actor) pour The Wicked

## Filmographie sélective
- Rush (2002)
- No Limits (2003)
- Loaded (2004)
- Dark Angels 2 (2005)
- Whorecraft Season 2 (2005)
- The Visitors (2006)
- Coming Home (2007)
- Speed (2010)